# Sulpici Sever
|  | Per a altres significats, vegeu «Sant Sulpici Sever». |

Sulpici Sever (en llatí Sulpicius Severus) va ser un historiador eclesiàstic romà, nadiu d'Aquitània, que va viure cap al final del segle iv. Va néixer aproximadament l'any 363, pertanyent a una família noble. Era una mica més jove que el seu amic Paulí de Nola i es conserven unes catorze cartes de la correspondència entre els dos.
Es va destacar com orador i es va casar jove amb una noia rica i noble. La mort prematura d'aquesta dama li va causar tanta impressió que va decidir abandonar els plaers i la vida mundana, l'any 392, per dedicar-se juntament amb uns quants amics, a buscar la tranquil·litat en la reclusió de la vida religiosa. Aquesta determinació li va comportar l'oposició del seu pare que el va desheretar, però en canvi va rebre generoses donacions de la seva sogra Bassula. Finalment es va ordenar prevere i va estar molt proper de Martí de Tours, a qui li explicava de forma reverent moltes idees imaginades, somnis, visions i manifestacions miraculoses, algunes relacionades amb el mil·lenarisme, que van fer posar en dubte la seva ortodòxia. Gennadi de Marsella diu que al final de la seva va ser temptat per l'heretgia pelagiana, però finalment es va adonar del seu error, i considerant que el seu pecat havia estat el fet de parlar massa, va mantenir-se en silenci per sempre per expiar el seu pecat. Va morir a una data desconeguda entre el 410 i el 432. Paulí de Nola no el menciona mai després de l'any 410. No s'ha de confondre amb Sulpici Sever Pius, 27è bisbe de la ciutat de Bourges, que també va ser un escriptor eclesiàstic.
Va escriure:
- I.	Vita S. Martini Turonensis, redactada cap a finals del 400, quan Martí de Tours va morir, per commemorar la seva vida i miracles.
- II.	Tres Epistolae, relacionades amb la Vita citada anteriorment:
  - 1. Ad Eusebium Presbyterum contra aemulos virtutum beati Martini
  - 2. Ad Aurelium Diaconum de obitu et apparitions ejusdem
  - 3. Ad Bassulam socrum suam de transitu illius (sc. B. Martini) ex hac vita ad immortalem
- III.	Historia Sacra, una historia sagrada des de la creació del món fins al 400, que va acabar el 403.
- IV.	Dialogi duo, en realitat dividit en tres parts, les dues primeres formant un sol llibre. Parla de les discussions i divergències que hi va haver entre els clergues d'Orient sobre Orígenes, relata vàries històries sobre miracles entre els monjos d'Egipte i introdueix noves anècdotes i miracles atribuits a Martí de Tours.
- V. Epistolae Sex.
  - 1. Ad Claudiam Sororem, sobre el judici final.
  - 2. Ad eandem, sobre la virginitat.
  - 3. Ad Paulinum Episcopum
  - 4. Carta dirigia als decurions (magistrats) d'una ciutat que no anomena.
  - 5. Ad Salvium
  - 6. Una nota de poques línies

Altres cartes s'han perdut. La seva història sagrada, l'obra principal, inclou nombrosos errors cronològics i reprodueix errors d'obres de les que va copiar les dades, però està escrita en un llenguatge clar i intel·ligent.